# ارتش سری ارامنه برای آزادی ارمنستان
ارتش سری ارامنه برای آزادی ارمنستان (ارمنی: Հայաստանի Ազատագրութեան Հայ Գաղտնի Բանակ, ՀԱՀԳԲ) یک سازمان شبه‌نظامی ارمنی بود که از سال ۱۹۷۵ تا اوایل دهه ۱۹۹۰ فعالیت می‌کرد.

## پیشینه
این گروه توسط برخی منابع به عنوان یک سازمان تروریستی و معتقد به جنگ چریکی و مسلح توسط دیگران توصیف شده‌است. ارتش سری ارامنه به عنوان یک سازمان تروریستی توسط ایالات‌متحده آمریکا در دهه ۱۹۸۰ فهرست شده‌است. در مجموع حملات این گروه و ترورهای آن منجر به کشته شدن ۴۶ نفر و زخمی شدن ۲۹۹ نفر شده‌است. هدف اعلام‌شده ارتش سری ارامنه این بود که دولت ترکیه را وادار به قبول مسئولیت خود برای نسل‌کشی ارمنی‌ها در سال ۱۹۱۵ و پرداخت غرامت کند و همچنین خواستار واگذار کردن قلمرویی برای برقرار کردن یک سرزمین ارمنی شده بود. هدف اصلی آنها برقراری مجدد ارمنستان متحد و تاریخی است که شامل ارمنستان غربی و شرقی در اتحاد جماهیر شوروی سوسیالیستی است. منطقه مورد نظر منطقه‌ای بود که در معاهده سور که در سال ۱۹۲۰ توسط رئیس جمهور ایالات متحده آمریکا وودرو ویلسون منعقد شد، به ارامنه وعده داده می‌شد.

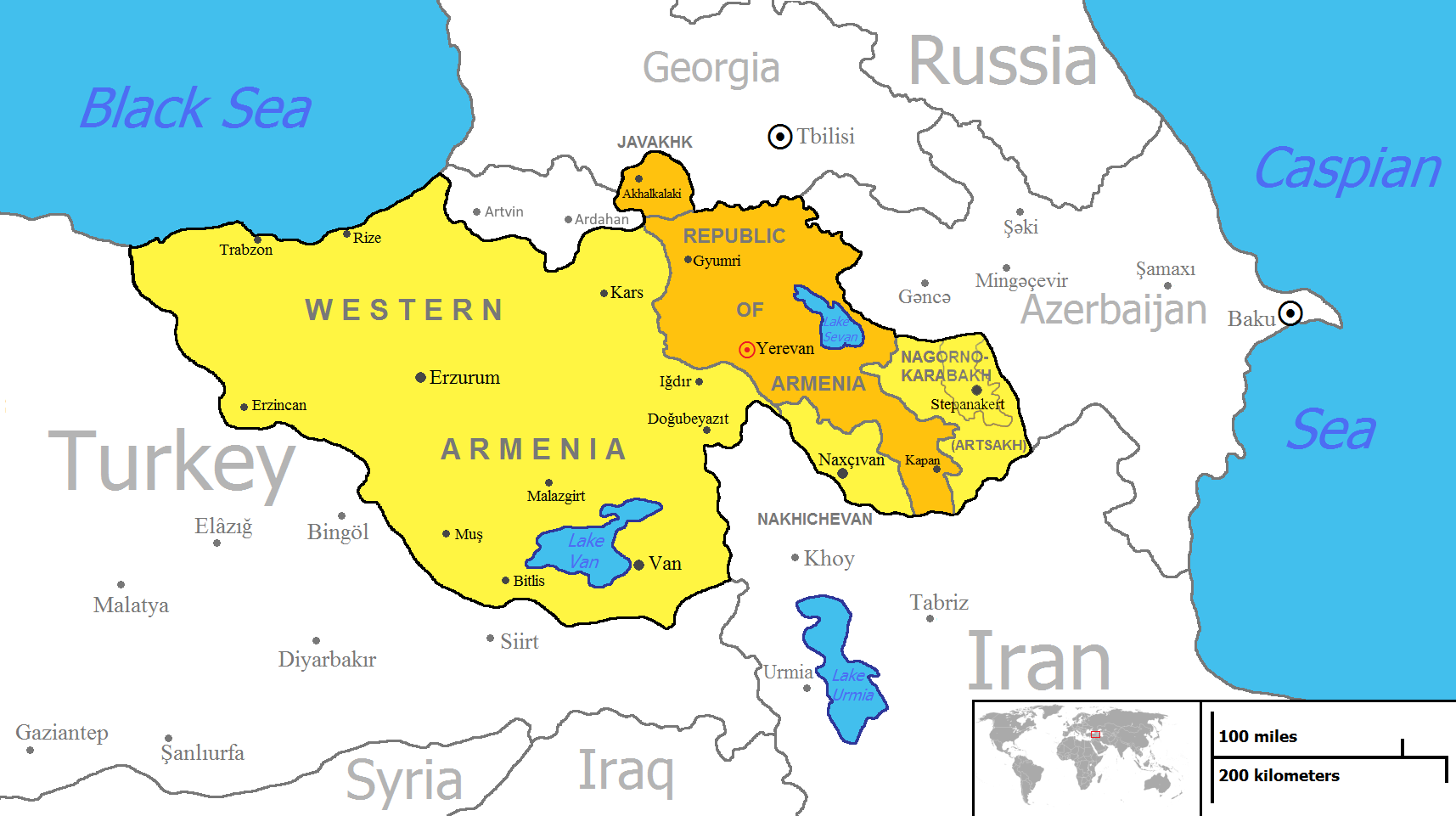
سرزمین تقریبی ادعا شده توسط ارتش سری ارامنه برای آزادی ارمنستان

## حمایت و فعالیت
ارتش سری ارامنه پشتیبانی پنهانی قابل‌توجهی از جماعت ارمنیان پراکنده در اروپا و در ایالات‌متحده دریافت کرده‌است. این گروه در دهه ۱۹۹۰ نسبتاً غیرفعال بود، با این وجود در سال ۱۹۹۱ یک حمله ناموفق به سفیر ترکیه در مجارستان از جانب این گروه دیده شد. این سازمان از آن زمان به فعالیت‌های ستیزه جویانه مبادرت نکرده‌است. شعار این گروه به سوی آزادی ارمنستان، "جنگ مسلحانه "،" جبهه سیاسی درست " و" زنده باد همبستگی انقلابی مردم ستمدیده " است.